# Доннер, Фред
Фред Макгроу Доннер (англ. Fred McGraw Donner, 30 сентября 1945, Вашингтон) — американский исламовед и историк, медиевист-арабист, переводчик. Эмерит-профессор Чикагского университета. Один из авторов «Энциклопедии ислама» и «Ираники». Лауреат стипендии Гуггенхайма. Член-корреспондент Тунисской академии наук, искусств и литературы.

## Биография
Фред Доннер обучался в Бернард Тауншип Шкул Дистрикт в Баскинг-Ридж в штате Нью-Джерси. В 1968 году он окончил Принстонский университет по специальности востоковедение со степенью бакалавра гуманитарных наук. В 1966—1967 годах проходил дополнительное обучение в Ближневосточном центре арабистики в Шимлане, Ливан по специальности «арабский язык», а в 1970—1971 годах — в Университете Эрлангена — Нюрнберга, Германия, по специальности «восточная филология». Между обучением в Принстоне и дополнительным обучением в Эрлангене — Нюрнберге Доннер проходил военную службу в армии США в Германии, в качестве сотрудника Управления безопасности.
По окончании военной службы и дополнительного обучения учёный вернулся в Принстон, где в 1975 году получил степень PhD по востоковедению. После этого он устроился преподавателем исламской и ближневосточной истории в Йельский университет, где работал вплоть до 1982 года, когда перешёл на работу в Институт Ближнего Востока и исламской цивилизации Чикагского университета. Там Доннер работал преподавателем ранней и средневековой истории ислама, исламского права, а также арабской палеографии и эпиграфики.
Основные исследования учёного первоначально посвящены изучению взаимоотношений между кочевыми и оседлыми народами исламского Ближнего Востока, но в дальнейшем он стал углубленно заниматься изучением исламской историографии, особенно ранней, коранистики, арабской папирологии и истоков возникновения исламской цивилизации.
С 1978 по 1988 год Доннер был членом Национального фонда гуманитарных наук. Весной 2001 года он выступал в Американском исследовательском центре по вопросам истории Ближнего Востока в Аммане, Иордания. В 2007—2008 годах он был удостоен почётной стипендии Гуггенхайма. В 2014—2015 он был почётным феллоу Стэнфордского гуманитарного центра, а в 2018—2019 годах — Американского совета научных обществ. В 1990—1992 годах Доннер был избран президентом организации исследователей средневековья на Среднем Востоке, а в 2012 Североамериканской ассоциации исследователей Среднего Востока. С 2022 год он является феллоу Международной ассоциации коранистов. В 2012 году учёный также был избран член-корреспондентом научного комитета Тунисской академии наук, искусств и литературы и в том же году удостоен фестшрифта. Совместно с Ребеккой Хассельбах-Анди Доннер также является главным редактором сборника материалов международной научной конференции Scripts and Scriptures: Writing and Religion in Arabia, ca.500-700 °C.E, проходившей в 2018—2019 годах.

## Работы

### Монографии
- Donner Fred M. The Early Islamic Conquests. — Princeton: Princeton University Press, 1981. — 512 p. — (Princeton Studies on the Near East, vol. 1017). — ISBN 0-691-63889-6. — ISBN 978-0-691-63889-8. — doi:10.1515/9781400847877.
- Donner Fred. M. Narratives of Islamic Origins: The Beginnings of Islamic Historical Writing. — Princeton: Darvin Press, Inc., 1998. — 358 p. — ISBN 978-0-878-50127-4.
- Donner Fred M. Muhammad and the Believers, at the Origins of Islam. — Cambridge, MA: Belknap Press: An imprint of Harvard University Press, 2010. — 280 p. — ISBN 978-0-674-05097-6.
- Antoine Borrut; Fred McGraw Donner; Touraj Daryaee; Muriel Debié; Sidney Harrison Griffith[англ.]; Wadād Qāḍī[англ.]; Milka Levy-Rubin; Suzanne Pinckney Stetkevych[англ.]; Donald S Whitcomb; Luke B Yarbrough. Christians and Others in the Umayyad State. — Chicago: Oriental Institute of the University of Chicago, 2016. — 213 p. — ISBN 978-1-614-91031-2. Архивировано 8 января 2022 года.

### Сборники под редакцией
- The Expansion of the Islamic State / ed. by Fred M. Donner. — Farnham: Ashgate Publishing, 2008. — 343 p. — (Formation of the classical islamic world, vol. 5). — ISBN 978-0-860-78722-8.
- The Articulation of Early Islamic State Structures / ed. by Fred M. Donner. — Second ed. — London; New York: Routledge, 2016. — 468 p. — (Formation of the classical world). — ISBN 978-0-860-78721-1. — doi:10.4324/9781315241258.

### Переводы
- The History of al-Ṭabarī, Volume X: The Conquest of Arabia, A.D. 632–633/A.H. 11 / Donner, Fred M. — Albany, New York : State University of New York Press, 1993. — ISBN 978-0-7914-1071-4.